# Xã Pioneer, Quận Barry, Missouri
Xã Pioneer (tiếng Anh: Pioneer Township) là một xã thuộc quận Barry, tiểu bang Missouri, Hoa Kỳ. Năm 2010, dân số của xã này là 193 người.